# Лідер (навчально-виховний комплекс)
Навчально-виховний комплекс "Ліцей — загальноосвітня школа І-ІІІ ступенів «Лідер» Асоційована школа ЮНЕСКО (НВК «Лідер», ліцей «Лідер») — школа нового типу у місті Сміла, Черкаської області.

## Історія
Навчально-виховний комплекс "Ліцей — загальноосвітня школа І-ІІІ ступенів «Лідер» Смілянської міської ради Черкаської області створений шляхом реорганізації (злиття) Смілянської спеціалізованої школи І-ІІІ ступенів № 5 Смілянської міської ради Черкаської області та Смілянського природничо-математичного ліцею Смілянської міської ради Черкаської області згідно з рішенням Смілянської міської ради від 30.03.2017 № 41 — 2/VII «Про реорганізацію Смілянської спеціалізованої школи І-ІІІ ступенів № 5 Смілянської міської ради Черкаської області та Смілянського природничо-математичного ліцею Смілянської міської ради Черкаської області», є їх правонаступником.

## Профілізація навчання
У НВК "Ліцей — ЗОШ І-ІІІ ступенів «Лідер» Смілянської міської ради Черкаської області запроваджено напрями (курси):
- Математичний
- Біологічний
- Суспільно-гуманітарний
- Філологічний.[2]

## Структура навчання
НВК "Ліцей — ЗОШ І-ІІІ ступенів «Лідер» Смілянської міської ради Черкаської області має таку структуру:
- І ступінь — 1-4 класи (4 роки навчання),
- ІІ ступінь — 5-9 загальноосвітні класи (5 років  навчання), проліцейні 8-9 класи з поглибленим вивченням окремих предметів (2 роки навчання),
- ІІІ ступінь — 10-11 (12) — ліцейні класи (курси) (2 (3) роки навчання.

Термін навчання у ліцейних класах становить 2 (3) роки.
Структурним підрозділом освітнього закладу є Мала академія наук учнівської молоді.

## Педагогічний та учнівський колективи
Станом на 01.09.2017 у закладі навчаються  677 учнів
Навчають учнів 60  вчителів, із яких:
- 21 «вчитель-методист»;
- 16 «старший вчитель»;
- 45 спеціалістів вищої категорії;
- 7 спеціалістів першої категорії.

У школі обладнано 37 навчальних кабінетів. До послуг учнів актова та спортивна зали, 2 комп'ютерні класи, профільні навчальні кабінети, бібліотека, їдальня. Усі вчителі володіють методикою упровадження інноваційних технологій. Ключовими принципами впровадження інноваційних технологій у закладі є гуманізація змісту освіти, природо відповідність форм та методів навчання, емоційність навчання та демократизація освітнього процесу. Пріоритетними напрямками навчання є проектна діяльність та компетентнісно-орієнтований підхід.

## Самоврядування

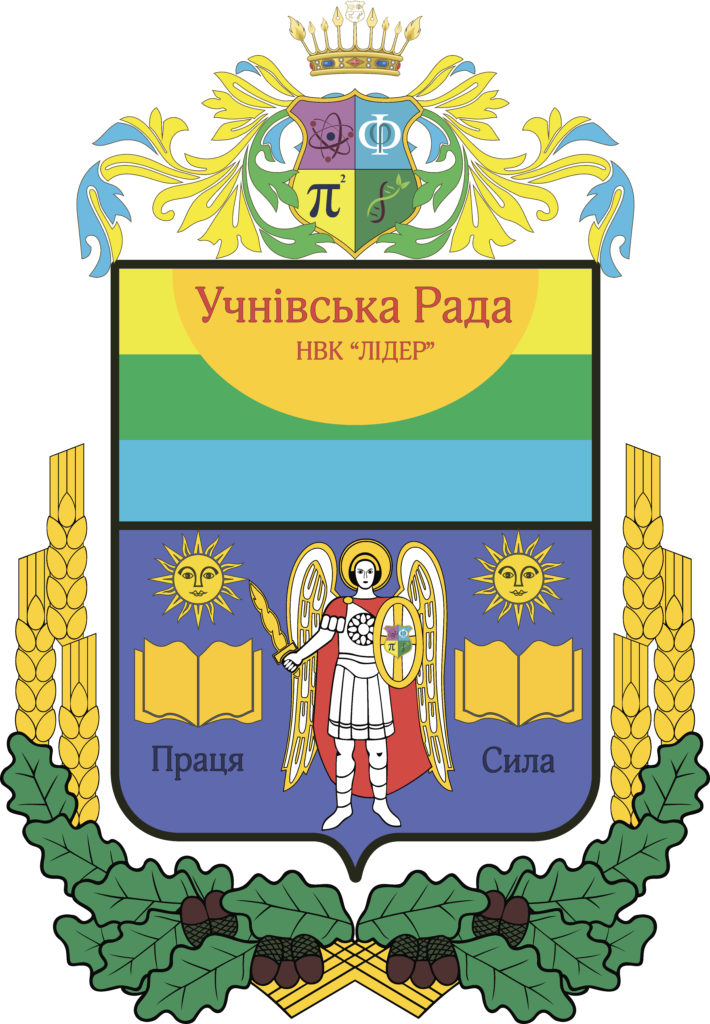
Герб Учнівського Самоврядування НВК «Лідер»

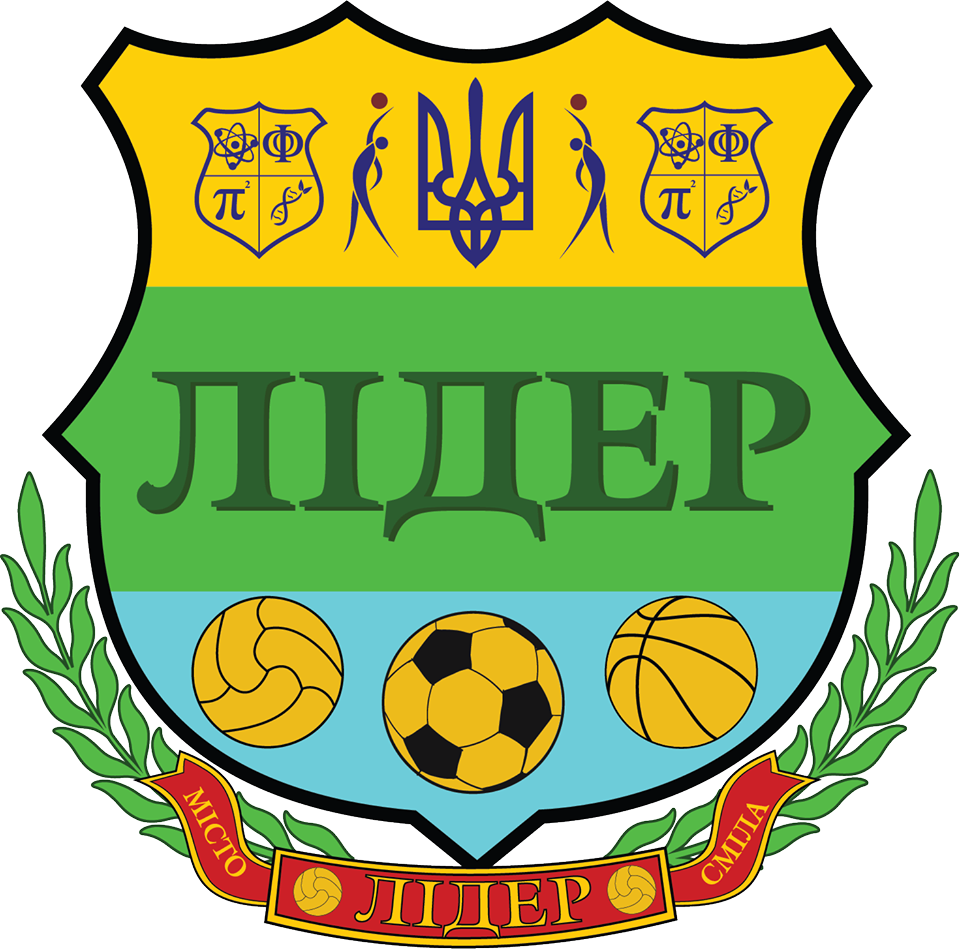
Логотип спортивної команди НВК «ЛІДЕР»

У НВК «ЛІДЕР» створено потужну систему учнівського самоврядування. Завдяки розвитку співпраці учнівського та педагогічного колективів з'являється кардинально новий вид роботи, який повинен запроваджуватися у НУШ (Новій Українській Школі).
Ця система забезпечує розгляд ідеї з різних боків, що дозволяє вийти на новий рівень розвитку дитини та її самореалізації в учнівському самоврядуванні.
Основним органом учнівського самоврядування в навчально-виховному комплексі «ЛІДЕР» є Учнівська Рада, яка скликається один раз на рік.
Головою учнівського самоврядування є Президент НВК «ЛІДЕР», який обирається раз на рік зі складу учнів 8-10 класів та І-ІІІ курсів шляхом голосування на виборах Президента.
Учнівська рада має представників з кожного класу (курсу), починаючи з 5 класу.
В НВК «ЛІДЕР» запроваджено «Кодекс честі лідерця», Конституцію НВК «ЛІДЕР», прийнято ряд законів (положень) учнівського самоврядування.
В НВК «ЛІДЕР» існує сувенірна валюта — «Лідер», яка видається учням разом з ліцейними грамотами як пам'ять про заклад.

## Спорт
НВК «ЛІДЕР» має спортивні команди, що приносять перемоги на обласних змаганнях, так у 2019 році ліцеїстки зайняли почесне срібло (ІІ місце) на обласному етапі XXV Спартакіади школярів з баскетболу.

## Смілянське територіальне відділення МАН

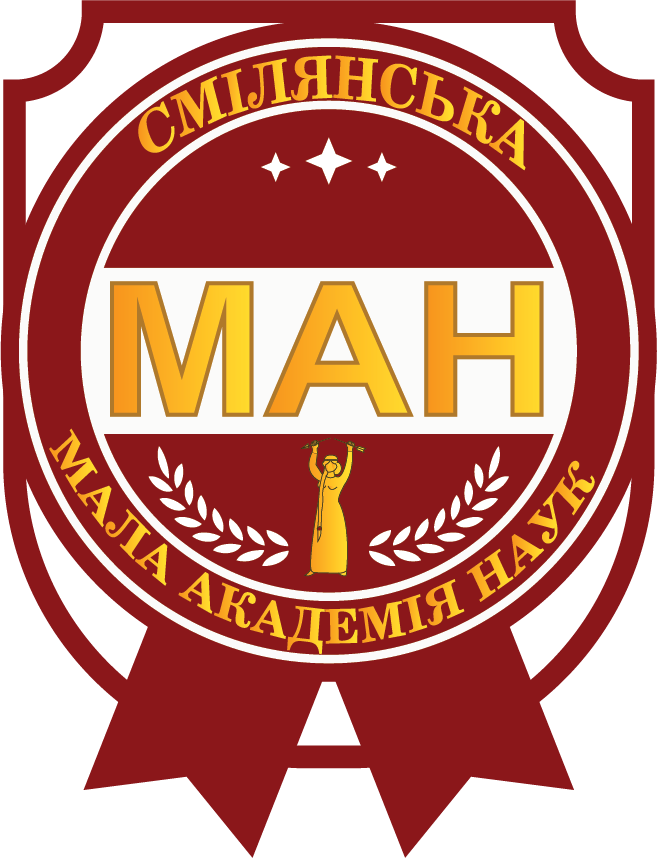
Логотип Смілянського територіального відділення МАН

На базі НВК «ЛІДЕР» працює територіальне відділення малої академії наук України.
Територіальне відділення МАН у місті Сміла має такі відділення:
- філологічне: секції української мови та літератури, англійської мови, літературна творчість, мистецтвознавство;
- фізико-математичне: секції фізики, математики, астрономії, економіки;
- історико-географічне: секції історія України, правознавство, географія, археологія, геологія;
- хіміко-біологічне: секції хімії, біології, екології, лісового та сільського господарства, медицини, психології;
- основ інформатики та обчислювальної техніки.

Смілянське територіальне відділення МАН має власний сайт: http://man-smila.ucoz.net/
Також, на базі ліцею працює наукове товариство «Ерудит», у якому і працюють учні-члени малої академії наук.

## Проектна діяльність
Значна увага приділяється підвищенню рівня якості освіти, формуванню у учнів кращих духовних цінностей та рис гуманізму, національно-патріотичному вихованню, розвитку учнівського самоврядування, формуванню європейських цінностей та інше. Учні школи активні учасники міжнародних освітніх проектів, серед яких Європейська програма  eTwinningPlus. Члени Євроклубу «Ми-разом!» активні учасники міжнародного польсько-німецько-українського проекту учнівських обмінів.
Весною 2018 року в НВК «ЛІДЕР» проходив міжнародний Німецько-Польсько-Український проект «Different Nations — Common Values». П'ять днів у родинах ліцеїстів проживали гості з Польщі та Німеччини. Проект був орієнтований на тісну співпрацю та розвиток мовлення англійською мовою. Проводилися різноманітні ворк-шопи на теми «Співпраця між країнами», «Словничок дружби», «Чим я пишаюся?». Проект реалізувався за підтримки Європейської комісії.
Восени 2018 року ліцеїсти відвідали Польщу і стали учасниками міжнародного проекту «Entangled History», що проводився на території селища Кшижова. Основною темою проекту був Голокост а також ІІ Світова Війна.

## Нагороди
Срібна медаль Х Міжнародної виставки «Інноватика в сучасній освіті».
Учитель математики НВК «ЛІДЕР» — Раїса Володимирівна Осадча нагороджена Почесною Грамотою Верховної Ради України

## Виховна робота
Виховна система школи — це цілісна структура, яка сприяє успішній діяльності виховання. У «ЛІДЕРІ» відбувається моральне становлення учнів, формування в них
творчого мислення, відповідальності. На сьогоднішній день у нашому ліцеї створилася система виховної роботи, яка на принципах гуманізму, демократизму, єдності сім'ї та школи, спадкоємності поколінь забезпечує здійснення національного виховання, спонукає до утвердження педагогіки особистості, сприяє формуванню в учнів навичок самоосвіти, самоаналізу, допомагає учням розвивати індивідуальні здібності, творчі задатки, самовизначитись та самореалізуватись.
Основна увага приділяється формуванню громадянина-патріота України та свого навчального закладу, створенню умов для самореалізації особистості учня, виховання громадянина з демократичним світоглядом і культурою, формування в учнів свідомого ставлення до свого здоров'я і засад здорового способу життя.
Виховна система НВК «ЛІДЕР» розроблена відповідно до Закону України «Про загальну середню освіту», Конвенції ООН про права дитини, Статуту та конституції ліцею.

## Символіка

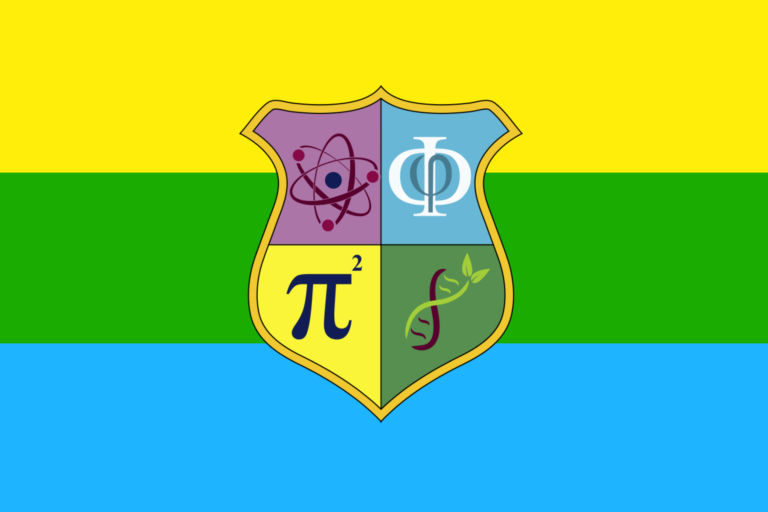
Прапор ЛІДЕРА

Невід'ємною складовою навчального закладу є його символіка, яка забезпечує його індивідуальність та висвітлює оригінальність його вчителів та учнів.
Символами навчально-виховного комплексу "Ліцей — ЗОШ І-ІІІ ступенів «Лідер» є:
Герб
Автор: Андрій Лісовий
Малий герб НВК «ЛІДЕР»- фігурний щит із золотою облямівкою, що символізує багатство душі кожного, хто вчиться чи працює у закладі. Щит розділений на чотири рівноцінні  частини, які символізують профілі навчання:
- Бузковий фон символізує любов, відкритість сердець та душі учнів. Ядро атома, навколо якого кружляють електрони, символізує знання. Це символ фізичних наук.
- Блакитний фон символізує натхнення. Буква «Ф»  — символ філологічного профілю.
- Жовтий фон — символ розуму, польоту думки, логіки та відкриття.  Буква «пі» у квадраті, у першу чергу, є символом математики. До того ж, це число дорівнює приблизно 9.8, що є дуже символічним, адже саме після закінчення 9 класу учні приймають одне із найважливіших рішень у своєму житті.  Є символом математичного профілю.
- Зелений фон символізує внутрішній світ, роздуми і саме життя людини. ДНК символізує гармонію природи та людини. Два листочки на кінчику ДНК символізують природничі та екологічні проекти, що реалізуються в НВК «ЛІДЕР».

Великий герб НВК «ЛІДЕР»- пишний вінок з дубового листя, у центр якого поміщено щит- малий герб закладу. Дубове листя символізує силу, міць, боротьбу і перемогу та увічнює тісний зв'язок з історією свого роду і народу. Золота стрічка із написом  навчального закладу є символом віри, справедливості, самостійності та визнання.
Прапор
Прапор ліцею являє собою прямокутне полотнище у співвідношенні сторін 2:3.
- Перший колір прапору- жовтий. Символізує віру, справедливість та милосердя.
- Другий колір прапору- зелений. Символізує надію, свободу та радість пізнання.
- Третій колір прапору- блакитний. Символізує великодушність, чесність, вірність і бездоганність.[9]